# Vuelo 5463 de Aeroflot
El vuelo 5463 de Aeroflot fue un vuelo nacional soviético de Aeroflot de pasajeros de Cheliábinsk a Almaty que se estrelló el 30 de agosto de 1983 mientras se acercaba a Almaty. El Tupolev Tu-134A chocó con la ladera occidental de la montaña Dolan a una altitud de 690 m (2260 pies). Como resultado del accidente, las noventa personas a bordo murieron. El error de la tripulación fue citado como la causa del accidente.

## Accidente
Habiendo recibido la información sobre la ubicación de la aeronave, el control de tráfico aéreo (ATC) dio una instrucción errónea de virar. La tripulación también eligió por error un rumbo de 199 grados en lugar de 140. El controlador posteriormente dio el rumbo correcto, pero instruyó a la tripulación a descender a 600 m (2000 pies), mientras que la altitud mínima segura para el terreno circundante era de 4620 m (15 160 pies). Sabiendo que la aeronave estaba en curso de colisión con terreno montañoso y teniendo derecho a ignorar el ATC en esta situación, de acuerdo con las normas de vuelo soviéticas, la tripulación optó por realizar un viraje, continuando su descenso a 600 m (2.000 pie). Habiendo informado a ATC de su situación, la tripulación recibió un aviso de proximidad al suelo. En lugar de realizar un ascenso urgente, la tripulación retrasó cualquier intento de ascenso hasta 1 o 2 segundos antes del impacto.
El avión se estrelló contra la montaña Dolan, a una altitud de 690 m (2260 pies), a 30 km (19 millas; 16 millas náuticas) del aeropuerto de Almaty, desintegrándose e incendiándose. En el momento del accidente había una capa de nubes cumulonimbus a una altitud de 3000 a 4500 m (9800 a 14 800 pies) con nubes de 7000 a 8000 m (23 000 a 26 000 pies) y una visibilidad de 10 km (6,2 millas; 5,4 millas náuticas).

## Investigación
El accidente del vuelo 5463 se atribuyó a las siguientes causas:
- Violación del esquema de aproximación aprobado al aeropuerto de Almaty.
- Falla del gerente ejecutivo de vuelo para monitorear la situación.
- Violación del manual de operaciones de vuelo por parte de la tripulación por seguir las instrucciones del controlador final para descender por debajo de una altitud segura.